# Chris Coyne
Christopher John „Chris” Coyne (ur. 20 grudnia 1978 w Brisbane) – australijski piłkarz występujący na pozycji obrońcy. Zawodnik klubu Perth Glory.

## Kariera klubowa
Coyne seniorską karierę rozpoczął w 1995 roku w zespole Perth SC. W 1996 roku przeszedł do angielskiego West Hamu United z Premier League. Zadebiutował tam w sezonie 1998/1999, 1 maja 1999 roku w przegranym 0:1 pojedynku z Leeds United. W tamtym sezonie przebywał na wypożyczeniach w Brentfordzie oraz Southend United (oba z Division Three. Graczem West Hamu był przez 4 lata.
W 2000 roku Coyne odszedł do szkockiego Dundee F.C. W Scottish Premier League, pierwszy mecz zaliczył 19 sierpnia 2000 roku przeciwko St. Mirren (1:2). Po roku spędzonym w Dundee wrócił do Anglii, gdzie został graczem klubu Luton Town z Division Three. W 2002 roku awansował z nim do Division Two, a w 2005 roku do Championship. W 2007 roku wraz z zespołem spadł do League One.
W styczniu 2008 roku Coyne przeszedł do Colchesteru United z Championship. W tym samym roku spadł z nim do League. W Colchesterze spędził jeszcze rok. W 2009 roku wrócił do Australii, gdzie podpisał kontrakt z Perth Glory z A-League. Zadebiutował tam 7 sierpnia 2009 roku w przegranym 0:1 spotkaniu z Adelaide United. W 2010 roku przebywał na wypożyczeniu w chińskim Liaoning Whowin, a potem wrócił do Perth.

## Kariera reprezentacyjna
W reprezentacji Australii Coyne zadebiutował 7 czerwca 2008 roku w przegranym 0:1 meczu eliminacji Mistrzostw Świata 2010 z Irakiem.